# Леонид Канторович
 Леонид Витальевич Канторович (на руски: Леонид Витальевич Канторович) е руски икономист и математик, създател на линейното програмиране. Работи в областта на функциите и функционалния анализ, както и в сферата на изчислителната математика. През 1975 г., заедно с Тялинг Коопманс, печелят Нобелова награда за икономика за техния принос в теорията за оптималното разпределение на ресурсите. По този начин той става единственият руски икономист, печелил това отличие.

## Биография
Канторович е роден на 19 януари 1912 г. в семейството на руски евреи. Завършва Ленинградския държавен университет.
Дълги години Канторович работи за Съветското правителство, като една от задачите му била да оптимизира производството на шперплат. През 1939 г. прави първите разработки в сферата на линейното програмиране, години преди то да бъде преоткрито и усъвършенствано от Джордж Данциг. Автор е на няколко книги, сред които най-значимите са: „Математически методи в организацията и планирането на производството“ (1939), „Икономически изчисления за най-доброто използване на ресурсите“ (1959) и „Оптимални решения в икономиката“ (1972). За работата си, през 1949 г. е удостоен с наградата „Сталин“.
След 1939 г. става професор във Военния инженерно-технически университет. По време на Блокадата на Ленинград, той изчислява оптималното разстояние между камионите, които се движат по замръзналото Ладожко езеро, в зависимост от дебелината на леда и температурата на въздуха. За да демонстрира своите изчисления, той лично тръгва с превозните средства по леда на езерото. За този свой подвиг е награден с Ордена на Отечествената война.
Умира на 7 април 1986 г. в Москва, СССР.

## Основни трудове
- „Вариационно изчисляване“, 1933 г., съвместно с Владимир Смирнов и Владимир Крилов.
- „Математически методи за организация и планиране на производството“, 1939 г.
- „Определенные интегралы и ряды Фурье“, 1940.
- „Теория на вероятностите“, 1946 г.
- „Функционален анализ и приложна математика“, 1948 г.
- „Функционален анализ и изчислителна математика“, 1956 г.
- „Функционален анализ в частично определени пространства“, 1950 г., съвместно с Борис Вулих и Аарон Пинскер.
- „Приближенные методы высшего анализа“, 1952, совместно с Владимир Крилов.
- „Экономический расчет наилучшего использования ресурсов“, 1959.
- „Функциональный анализ в нормированных пространствах“, 1959, совместно с Г. П. Акиловым.
- „Рациональный раскрой промышленных материалов“, 1971, совместно с В. А. Залгаллером.
- „Оптимальные решения в экономике“, 1972.
- „Математика в экономике: достижения, трудности, перспективы“ Архив на оригинала от 2011-05-27 в Wayback Machine.. Лекция в Шведской Академии наук в связи с присуждением Нобелевской премии за 1975 год.
- „Математика и экономика – взаимопроникновение наук“, 1977, совместно с М. К. Гавуриным.
- L. V. Kantorovich: „Essays in Optimal Planning“, 1977.
- „Моят път в науката“, 1987 г.
- „Функционален анализ (основни идеи)“, 1987 г.
- „Selected Works. Part 1: Descriptive Theory of Sets and Functions. Functional Analysis in Semi-Ordered Space“, 1996.
- „Selected Works. Part 2: Applied Functional Analysis. Approximation Methods and Computers“, 1996.